# Zbigovci
Zbigovci este o localitate din comuna Gornja Radgona, Slovenia, cu o populație de 264 de locuitori.